# Dolichocybaeus nishikawai
Dolichocybaeus nishikawai är en spindelart som beskrevs av Komatsu 1968. Dolichocybaeus nishikawai ingår i släktet Dolichocybaeus och familjen vattenspindlar. Inga underarter finns listade i Catalogue of Life.